# Knappskog
Knappskog är en tätort i Øygardens kommun i Vestland fylke i västra Norge. Orten ligger vid fylkesväg 561 på den norra delen av ön Sotra.
Orten tillhörde tidigare dåvarande Fjells kommun i Hordaland fylke.